# Le Temple (Żyronda)
Temple – miejscowość i gmina we Francji, w regionie Nowa Akwitania, w departamencie Żyronda.
Według danych na rok 1990 gminę zamieszkiwało 431 osób, a gęstość zaludnienia wynosiła 6 osób/km² (wśród 2290 gmin Akwitanii Temple plasuje się na 766. miejscu pod względem liczby ludności, natomiast pod względem powierzchni na miejscu 65.).